# Studios d'Isleworth
Les studios d'Isleworth, (anglais : Isleworth Studios) est le nom commun de deux anciens studios de cinéma à Isleworth dans le borough londonien de Hounslow (Grand Londres) en Angleterre.

## Studios de Worton Hall (1913–1952)
Les studios de Worton Hall sont situés à Isleworth. Cette maison de production a été construite en 1783, puis reconstruite et agrandie au début du IXe siècle. En 1913, le producteur de cinéma George Berthold Samuelson l'a acquise, ainsi qu'un domaine de 3,6 hectares. Les pièces du rez-de-chaussée furent transformées en loges, cantine, garde-robe et autres bureaux ; les pièces du haut devinrent des chambres à coucher pour ceux qui y passaient la nuit. Le tournage de Une étude en rouge de Conan Doyle a commencé à l'été 1914 et les studios ont été officiellement inaugurés le 1er juillet.
Samuelson se fit connaître en produisant un film d'actualités fictif pendant les premières années de la Première Guerre mondiale et, au cours des années suivantes, de nombreux films muets y furent tournés, souvent basés sur des romans tels que Les Quatre Filles du docteur March. En 1922, les studios, généralement connus sous le nom de studios d'Isleworth, sont vendus à British Super Films, dans lesquels Samuelson conserve une participation. Cependant, en 1928, un procès coûteux avec l'actrice américaine Betty Blythe obligea Samuelson à vendre Worton Hall à British Screen Productions.
En 1931, les studios sont utilisés par Fidelity Films. Parmi les films produits, citons Madame Guillotine (en), avec Madeleine Carroll. En 1934, Alexander Korda les loue et en 1936, il produit Les Mondes futurs, d'après The Shape of Things to Come de H. G. Wells. Wells écrit le scénario, Arthur Bliss compose la musique. De 1936 à 1944, les studios appartiennent à Criterion Film Productions, puis à British Lion. Ils ont fermé en 1952 et ont été utilisés pendant 20 ans par l'Office national du charbon comme centre de recherche minière. Worton Hall subsiste et a été acquis par Bovis Homes pour être transformé en appartements. En 1993, une partie du bâtiment a été louée par le Département des Transports et est toujours utilisée (depuis 2011) comme auto-école à Isleworth. Une partie du site est utilisée comme zone industrielle.
Parmi les films produits ici, citons Un baiser SVP (1936) avec Buster Keaton ; Under Secret Orders (1937), également connu sous le titre Mademoiselle Docteur, avec Erich von Stroheim ; La Mort apprivoisée (1949) ; Secret d'État (1950) avec Douglas Fairbanks Jr.. Le tournage de Le Troisième Homme a commencé ici en 1948 avant d'être transféré aux studios de Shepperton. En 1951, peu avant la fermeture des studios, une grande partie de L'Odyssée de l'African Queen a été tournée là. Par exemple, les scènes dans lesquelles Bogart et Hepburn sont dans l'eau ont toutes été tournées dans les cuves des studios d'Isleworth, Middlesex. Ces scènes étaient considérées comme trop dangereuses pour être tournées en Afrique. Toutes les plaques d'avant-plan pour les plans de traitement ont également été réalisées en studio.

## Studios Odeon Isleworth (1957-2001)
Situé au 480 London Road, Isleworth, il a ouvert ses portes en mars 1935 sous le nom d'Odeon Isleworth, l'un des cinémas Odeon. Le bâtiment de style allemand, inspiré par le Bauhaus, a été conçu par George Coles. Il a fermé ses portes en 1957, victime de la popularité croissante de la télévision. Le cinéma a alors été vidé et transformé en studio. Alors qu'il était utilisé comme studio d'Isleworth, l'enseigne originale de l'Odeon était visible jusqu'au début des années 1990.
Equator Films (aujourd'hui HandMade Films) a acheté le studio en 1999, mais l'a finalement vendu. Les studios ont finalement cessé leurs activités dans le bâtiment en 2001 et la partie auditorium a été démontée l'année suivante. Depuis 2003, le bâtiment a été intégré à un nouvel immeuble d'appartements et à un centre d'affaires.
Le centre d'affaires s'appelle Odeon Parade.